# Gaius Fabricius Luscinus
Gaius Fabricius Luscinus var en romersk härförare, bördig från Aletrium.
Fabricius befriade som konsul 282 f. Kr. det av lukanerna belägrade Thurii. Som underhandlare hos kung Pyrrhus av Epirus sägs Fabricius ha visat stor ståndaktighet gentemot kungens försök att få honom att byta sida. 279 f. Kr. kämpade han som legat i slaget vid Asculum och blev åter konsul 278 f. Kr. Fabricuius skall då ha utlämnat Pyrrhus läkare, som erbjöd sig förgifta kungen, varpå denne utan lösen återsände alla de romerska krigsfångarna. Fabricius kaömpade sedan segerrikt mot lukaner, bruttier, tarentiner och samniter.